# 滑川市立博物館
滑川市立博物館（なめりかわしりつはくぶつかん、Namerikawa City Museum）は、富山県滑川市開にある公立の博物館・美術館。日本博物館協会、全国歴史民俗系博物館協議会、富山県博物館協会会員。

## 概要
1979年（昭和54年）10月11日に、1978年の滑川市25周年記念事業の一環により建設された図書館と博物館の複合文化施設として、滑川市吾妻町の滑川駅駅前中央公園（旧東海電極製造中越工場跡地）内に「滑川市文化センター」を開館。その後、博物館を同市開に単独移転し、2001年（平成13年）7月19日に開館、7月20日より一般公開が開始された。なお滑川市文化センターは滑川市立図書館として単独の施設となった。
2009年（平成21年）10月には、館内に第2常設展示室を新設し、同館で収蔵している美術品などの展示を行っている。

## 施設概要
鉄筋コンクリート造、地上3階建て、敷地面積：10,000m2、建築面積：1,279m2、延床面積：3,553m2

### 1階
- 第1常設展示室
- ロビー
- 事務室、文献資料室など

### 2階
- 多目的ホール、ガイダンスルーム、工作室、休憩コーナー
- 収蔵室、書庫

### 3階
- 第2常設展示室
- 企画展示室 1、2
- 休憩コーナー
- ボランティアルーム、展示準備室

### 施設情報
開館時間10時 - 18時 入館は17時30分まで
休館日毎週月曜日（祝日・振替休日の場合は火曜日、月曜日と火曜日が祝日・休日が続いた場合は水曜日、月曜日から水曜日まで祝日・休日が続いた場合は木曜日）・年末年始（その他臨時休館あり）
入場料無料